# Landry N'Gala
Landry N'Gala, né le 8 juin 1993, est un joueur international français de futsal.
N'Gala découvre le futsal en Île-de-France. À sa majorité, il rejoint l'ASC Garges Djibson en championnat de France. Repéré à la suite des bonnes prestations avec son équipe, il devient international jeune et intègre le Sporting Paris en 2014. La première année, l'équipe remporte la Coupe de France, mais N'Gala n'est pas présent lors de la finale, et échoue en demi-finale de Division 1. L'année suivante, l'équipe est sanctionnée en D1 et Landry retourne à Garges. L'attaquant remporte le championnat dès son retour dans son premier club de haut niveau.

## Biographie

### Enfance et formation
Landry N'Gala grandit Sarcelles. À six ans, il commence le football dans le club local. À partir d'une quinzaine d'années, il évolue sous double licence avec les équipes de football et de futsal du club. Il obtient un baccalauréat comptabilité.

### Futsal en club
À 18 ans, Landry débarque à l'ASC Garges Djibson futsal. Le manageur Tony Esteves se rappelle en 2017 : « On avait immédiatement senti son gros potentiel, c'était un diamant brut ». N'Gala ajoute : « Mes amis me disaient que j'étais bien meilleur en salle que sur un terrain. Tout le monde ne parlait que du parcours de Wissam, mais moi je me suis alors fixé comme objectif de devenir un grand joueur de futsal plutôt que d'essayer de faire carrière dans le foot ».
Joueur de Garges-Djibson depuis son plus jeune âge, Landry Ngala effectue une parenthèse de deux saisons du côté du Sporting Club de Paris (2014-2016). La première année voit le club survoler le championnat avec une première place, neuf points d'avance et +103 en différence de buts. Mais les play-offs coutent le titre au SCP, battu par le futur champion Kremlin-Bicêtre United (4-7) en demi-finale. Le Sporting renoue cependant avec le sacre en Coupe de France, mais N'Gala ne prend pas part à la finale et n'est pas reconnu vainqueur.
Pour la saison 2015-2016, le Sporting Paris termine à la seconde place de Division 1 derrière le champion en titre, le KB United. En phase finale, le SCP est disqualifié et Landry quitte le club.
Revenu à Garges pour la saison 2016-2017, N'Gala et son équipe sont champions de France. Premiers de la phase régulière, ils éliminent le FC béthunois en demi-finale (6-4). En finale, l'équipe l'emporte de peu face au Kremlin-Bicêtre United (5-4) et se qualifie pour la première fois en Coupe d'Europe. Auteur d’un triplé, dont deux buts sur coup franc, Landry Ngala joue un rôle prépondérant lors de la rencontre.
N'Gala joue son premier match européen lors de la Coupe de l'UEFA 2017-2018 le 12 octobre 2017, à l'occasion du tour principal et une défaite contre le FC Liburni Gjakovë (en) (4-6). L'équipe termine dernière de son groupe et est éliminée. Fin 2017, N'Gala ne vit que des primes de match de son club. Son ambition est de partir à l'étranger afin de devenir professionnel. Début 2018, à 24 ans, Landry est élu dixième meilleur joueur de futsal du monde par la FIFA. En Division 1, Djibson termine troisième de la phase régulière et se qualifie pour les play-offs. En demi-finale, contre le second, Toulon EF, Garges s'incline après prolongation (7-5 ap).
En 2019-2020, il rejoint le KB futsal ensuite sanctionné d'un retrait de point et que l'équipe ne parvient pas à sauver de la relégation à l'arrêt du championnat à cause de la pandémie de Covid-19.
Landry rejoint le club ambitieux qui survole la D1 l'année précédente, ACCS. En Ligue des champions, N'Gala ne rentre pas en jeu lors du 16es de finale face à Pesaro mais inscrit le tir au but décisif (2-2 tab 8-7).

### En équipe nationale
N'Gala passe par l'équipe de France de futsal des moins de 21 ans, notamment aux côtés de Sid Belhaj et Reda Rabeï.
Landry N'Gala est convoquée pour la première fois en équipe de France A de futsal en novembre 2015 pour une double confrontation amicale face au Monténégro.
Le 28 janvier 2017, N'Gala dispute son premier match UEFA avec l'équipe de France, à l'occasion du tour préliminaire du Championnat d'Europe 2014 contre Andorre (victoire 5-0).
En 2017, Landry N'Gala est de toutes les rencontres qualificatives pour l'Euro 2018. Fin septembre 2017, N'Gala qualifie l'équipe de France de futsal pour la première fois de son histoire à l'Euro 2018 grâce à un triplé, dont le but vainqueur inscrit à neuf secondes de la fin du match, en match retour des barrages de qualification en Croatie (4-5). Il compte 20 sélections et huit buts après cette rencontre. N'Gala termine second meilleur buteur français des éliminatoires avec cinq réalisations. Landry fait logiquement partie de l'équipe de France de futsal au championnat d'Europe 2018.
En janvier 2022, en ouverture de la Umag Nations Futsal Cup, Landry inscrit un doublé décisif contre l'Ouzbékistan (victoire 4-2) et porte son total à 24 buts en sélection. Avec un nouveau but contre le Monténégro (8-4), Landry termine meilleur buteur de ce tournoi amical.

## Style de jeu
Pierre Jacky, le sélectionneur de l'équipe de France, déclare en 2017 : « C'est un joueur très spectaculaire qui a bien évolué. Il a toujours eu une excellente technique mais il manquait d'efficacité. Maintenant, Landry dribble, marque et a appris à défendre ».
Début 2020, Djamel Haroun, gardien n°1 de l'équipe de France, dit de lui qu'« On l'appelle le freestyleur. Le dribbleur fou. Toutes les équipes le craignent. C'est un mec, quand il est dans un bon jour, vous pouvez mettre n'importe qui en face de lui, (...) il le mettra minable par ses dribbles, sa façon de jouer. Mais il peut aussi te mettre en difficulté s'il n'est pas dans un grand jour ».

## Palmarès
- Championnat de France (1)
  - Champion : 2017 avec Garges

- Meilleur joueur du monde
  - 10e en 2018